# Ernests Mālers
Ernests Mālers (* 6. Februar 1903 in Riga; † 1. Februar 1982 in Tukums) war ein lettischer Radrennfahrer.

## Sportliche Laufbahn
Mālers war Teilnehmer der Olympischen Sommerspiele 1928 in Amsterdam. Er bestritt mit dem Vierer Lettlands die Mannschaftsverfolgung, sein Team mit Roberts Ozols, Fridrihs Ukstiņš und Zinons Popovs belegte den 9. Platz. Er startete für den Verein Marss Riga.